# 三遊亭金八
三遊亭 金八（さんゆうてい きんぱち）は、落語家の名跡。
- 扇遊亭金八 - 後∶林家彦六
- 三遊亭金八 - 本項にて記述

三遊亭 金八（さんゆうてい きんぱち、1970年10月5日 - ）は落語協会所属の噺家。本名∶木村 吉伸。

## 来歴
北海道に生まれる。父親は歯舞群島志発島・相泊（北方領土）出身。そのため、金八は元島民二世である。
1989年3月、 北海道根室高等学校を卒業する。
1990年4月、四代目三遊亭金馬に入門、三遊亭金八として内弟子の前座修行をした。5月に上野鈴本演芸場で初高座。
1993年11月、鈴々舎鈴之助、林家いっ平と共に二ツ目に昇進。
2002年3月 古今亭菊生、林家彦いち、入船亭扇辰、鈴々舎鈴之助と共に真打に昇進。

## 芸歴
- 1990年
  - 4月∶四代目三遊亭金馬に入門。
  - 5月∶前座となる、楽屋入り。
- 1993年11月∶二ツ目昇進。
- 2002年3月∶真打昇進。

## 人物
北海道根室市出身。腹話術を披露する時は「ター坊」を相方とし、「ぱちこく堂」を名乗る。
浅草演芸ホール8月中席で毎年行われる住吉踊り連に所属している。
昭和45年生まれの四人・林家きく姫、三代目古今亭圓菊、二代目林家三平と共に「笑いの45口径」という落語会をやっていた。

## 関連した書籍
- 柳谷晃『時そばの客は理系だった』幻冬舎<幻冬舎新書>、2007年 ISBN 978-4-344-98041-9 - 落語監修